# Лиер
Лиер (норв. Lier) — коммуна в губернии Бускеруд в Норвегии. Административный центр коммуны — город Лиербюэн. Официальный язык коммуны — букмол. Население коммуны на 2007 год составляло 22 700 чел. Площадь коммуны Лиер — 301,27 км², код-идентификатор — 0626.
На территории коммуны, близ Лиербюэна находится психиатрическая клиника Лиер Сикехус (Lier Sykehus), получившая довольно тёмную славу.

## История населения коммуны
Население коммуны за последние 60 лет указано на диаграмме ниже.